# لیسا لنگلوئیس
لیسا لنگلوئیس (انگلیسی: Lisa Langlois؛ زادهٔ ۱۵ مارس ۱۹۵۹) یک هنرپیشه اهل کانادا است.